# غرينفيل (ألاباما)
غرينفيل (بالإنجليزية: Greenville)‏ هي مدينة أمريكية تقع في ولاية ألاباما.تبلغ مساحة هذه المدينة 55.3 (كم²)،ويبلغ عدد سكانها 7228 نسمة حسب إحصاء سنة 2010 م.تشير الإحصاءات بأن الكثافة السكانية في هذه المدينة تقدر بـ(130.7) نسمة/كم2.

## التركيبة السكانية
حدّد مكتب تعداد الولايات المتحدة بيانات التركيبة السكانية لغرينفيل في تعداد الولايات المتحدة. في ما يلي، التركيبة السكانية حسب تعدادي 2000 و2010.

### تعداد عام 2000
بلغ عدد سكان غرينفيل 7,228 نسمة بحسب تعداد عام 2000، وبلغ عدد الأسر 2,919 أسرة وعدد العائلات 1,929 عائلة مقيمة في المدينة. في حين سجلت الكثافة السكانية 129.6 نسمة لكل كيلومتر مربع (335.7/ميل2). وبلغ عدد الوحدات السكنية 3,324 وحدة بمتوسط كثافة قدره 59.6 لكل كيلومتر مربع (154.4/ميل2).
وتوزع التركيب العرقي للمدينة بنسبة 50.69% من البيض و48.31% من الأمريكيين الأفارقة و0.28% من الأمريكيين الأصليين و0.36% من الأمريكيين ذوي الأصول الآسيوية و0.06% من الأعراق الأخرى و0.30% من عرقين مختلطين أو أكثر و0.86% من الهسبانيون أو اللاتينيون من أي عرق.
بلغ عدد الأسر 2,919 أسرة كانت نسبة 36.2% منها لديها أطفال تحت سن الثامنة عشر تعيش معهم، وبلغت نسبة الأزواج القاطنين مع بعضهم البعض 38.6% من أصل المجموع الكلي للأسر، ونسبة 23.9% من الأسر كان لديها معيلات من الإناث دون وجود شريك، بينما كانت نسبة 3.6% من الأسر لديها معيلون من الذكور دون وجود شريكة وكانت نسبة 33.9% من غير العائلات. تألفت نسبة 31% من أصل جميع الأسر من عدة أفراد يعيشون في نفس المنزل ونسبة 15.3% كانت تتألف من شخص يعيش بمفرده يبلغ من العمر 65 عاماً أو أكثر. وبلغ متوسط حجم الأسرة المعيشية 2.42، أما متوسط حجم العائلات فبلغ 3.02.
بلغ العمر الوسطي للسكان 38.1 عاماً. وكانت نسبة 26.8% من القاطنين تحت سن الثامنة عشر، وكانت نسبة 8.7% بين الثامنة عشر والرابعة والعشرين عاماً، ونسبة 24% كانت واقعةً في الفئة العمرية ما بين الخامسة والعشرين والرابعة والأربعين عاماً، ونسبة 21.6% كانت ما بين الخامسة والأربعين والرابعة والستين، ونسبة 16.5% كانت ضمن فئة الخامسة والستين عاماً فما فوق. يوجد لكل 100 أنثى 81.4 ذكر، ويوجد لكل 100 أنثى في الثامنة عشر من عمرها فما فوق 74.0 ذكر.
بلغ متوسط دخل الأسرة في المدينة 22,106 دولارًا، أما متوسط دخل العائلة فبلغ 27,167 دولارًا. وكان متوسط دخل الذكور 29,236 دولارًا مقابل 20,125 دولارًا للإناث. وسجل دخل الفرد الخاص بالمدينة 17,439 دولارًا. وكانت نسبة 24.8% من العائلات ونسبة 30.4% من السكان تحت خط الفقر، وكان من هؤلاء نسبة 40.4% تحت سن الثامنة عشر ونسبة 26.1% في الخامسة والستين من العمر وما فوق.

### تعداد عام 2010
بلغ عدد سكان غرينفيل 8,135 نسمة بحسب تعداد عام 2010، وبلغ عدد الأسر 3,332 أسرة وعدد العائلات 2,126 عائلة مقيمة في المدينة. في حين سجلت الكثافة السكانية 145.9 نسمة لكل كيلومتر مربع (377.9/ميل2). وبلغ عدد الوحدات السكنية 3,698 وحدة بمتوسط كثافة قدره 66.3 لكل كيلومتر مربع (171.7/ميل2).
وتوزع التركيب العرقي للمدينة بنسبة 41.67% من البيض و55.45% من الأمريكيين الأفارقة و0.05% من الأمريكيين الأصليين و1.81% من الأمريكيين ذوي الأصول الآسيوية و0.05% من سكان جزر المحيط الهادئ و0.45% من الأعراق الأخرى و0.52% من عرقين مختلطين أو أكثر و1.25% من الهسبانيون أو اللاتينيون من أي عرق.
بلغ عدد الأسر 3,332 أسرة كانت نسبة 36.5% منها لديها أطفال تحت سن الثامنة عشر تعيش معهم، وبلغت نسبة الأزواج القاطنين مع بعضهم البعض 35% من أصل المجموع الكلي للأسر، ونسبة 25.3% من الأسر كان لديها معيلات من الإناث دون وجود شريك، بينما كانت نسبة 3.5% من الأسر لديها معيلون من الذكور دون وجود شريكة وكانت نسبة 36.2% من غير العائلات. تألفت نسبة 33.3% من أصل جميع الأسر من عدة أفراد يعيشون في نفس المنزل ونسبة 13.1% كانت تتألف من شخص يعيش بمفرده يبلغ من العمر 65 عاماً أو أكثر. وبلغ متوسط حجم الأسرة المعيشية 2.40، أما متوسط حجم العائلات فبلغ 3.06.
بلغ العمر الوسطي للسكان 35.3 عاماً. وكانت نسبة 27.3% من القاطنين تحت سن الثامنة عشر، وكانت نسبة 8.6% بين الثامنة عشر والرابعة والعشرين عاماً، ونسبة 25% كانت واقعةً في الفئة العمرية ما بين الخامسة والعشرين والرابعة والأربعين عاماً، ونسبة 24.4% كانت ما بين الخامسة والأربعين والرابعة والستين، ونسبة 14.8% كانت ضمن فئة الخامسة والستين عاماً فما فوق. وتوزع التركيب الجنسي للسكان بنسبة 45.1% ذكور و54.9% إناث.

## المناخ
يظهر الجدول التالي التغييرات المناخية على مدار السنة لغرينفيل:
| البيانات المناخية لـغرينفيل       | البيانات المناخية لـغرينفيل | البيانات المناخية لـغرينفيل | البيانات المناخية لـغرينفيل | البيانات المناخية لـغرينفيل | البيانات المناخية لـغرينفيل | البيانات المناخية لـغرينفيل | البيانات المناخية لـغرينفيل | البيانات المناخية لـغرينفيل | البيانات المناخية لـغرينفيل | البيانات المناخية لـغرينفيل | البيانات المناخية لـغرينفيل | البيانات المناخية لـغرينفيل | البيانات المناخية لـغرينفيل |
| الشهر                             | يناير                       | فبراير                      | مارس                        | أبريل                       | مايو                        | يونيو                       | يوليو                       | أغسطس                       | سبتمبر                      | أكتوبر                      | نوفمبر                      | ديسمبر                      | المعدل السنوي               |
| --------------------------------- | --------------------------- | --------------------------- | --------------------------- | --------------------------- | --------------------------- | --------------------------- | --------------------------- | --------------------------- | --------------------------- | --------------------------- | --------------------------- | --------------------------- | --------------------------- |
| الدرجة القصوى °ف (°م)             | 83 (28)                     | 86 (30)                     | 89 (32)                     | 96 (36)                     | 100 (38)                    | 108 (42)                    | 106 (41)                    | 105 (41)                    | 103 (39)                    | 100 (38)                    | 91 (33)                     | 86 (30)                     | 108 (42)                    |
| متوسط درجة الحرارة الكبرى °ف (°م) | 59 (15)                     | 64 (18)                     | 72 (22)                     | 78 (26)                     | 85 (29)                     | 90 (32)                     | 92 (33)                     | 92 (33)                     | 87 (31)                     | 79 (26)                     | 69 (21)                     | 61 (16)                     | 77 (25)                     |
| متوسط درجة الحرارة الصغرى °ف (°م) | 37 (3)                      | 40 (4)                      | 46 (8)                      | 52 (11)                     | 60 (16)                     | 67 (19)                     | 70 (21)                     | 69 (21)                     | 65 (18)                     | 54 (12)                     | 46 (8)                      | 39 (4)                      | 54 (12)                     |
| أدنى درجة حرارة °ف (°م)           | −1 (−18)                    | 9 (−13)                     | 15 (−9)                     | 28 (−2)                     | 38 (3)                      | 48 (9)                      | 56 (13)                     | 50 (10)                     | 38 (3)                      | 29 (−2)                     | 11 (−12)                    | 5 (−15)                     | −1 (−18)                    |
| الهطول إنش (مم)                   | 5.97 (152)                  | 5.08 (129)                  | 6.75 (171)                  | 4.19 (106)                  | 4.12 (105)                  | 4.88 (124)                  | 5.51 (140)                  | 4.30 (109)                  | 4.56 (116)                  | 2.69 (68)                   | 4.67 (119)                  | 4.90 (124)                  | 57.62 (1٬463)               |
| متوسط تساقط الثلوج إنش (سم)       | 0 (0)                       | 0.4 (1.0)                   | 0 (0)                       | 0 (0)                       | 0 (0)                       | 0 (0)                       | 0 (0)                       | 0 (0)                       | 0 (0)                       | 0 (0)                       | 0 (0)                       | 0 (0)                       | 0.4 (1.0)                   |
| المصدر:                           |                             |                             |                             |                             |                             |                             |                             |                             |                             |                             |                             |                             |                             |

## معرض صور

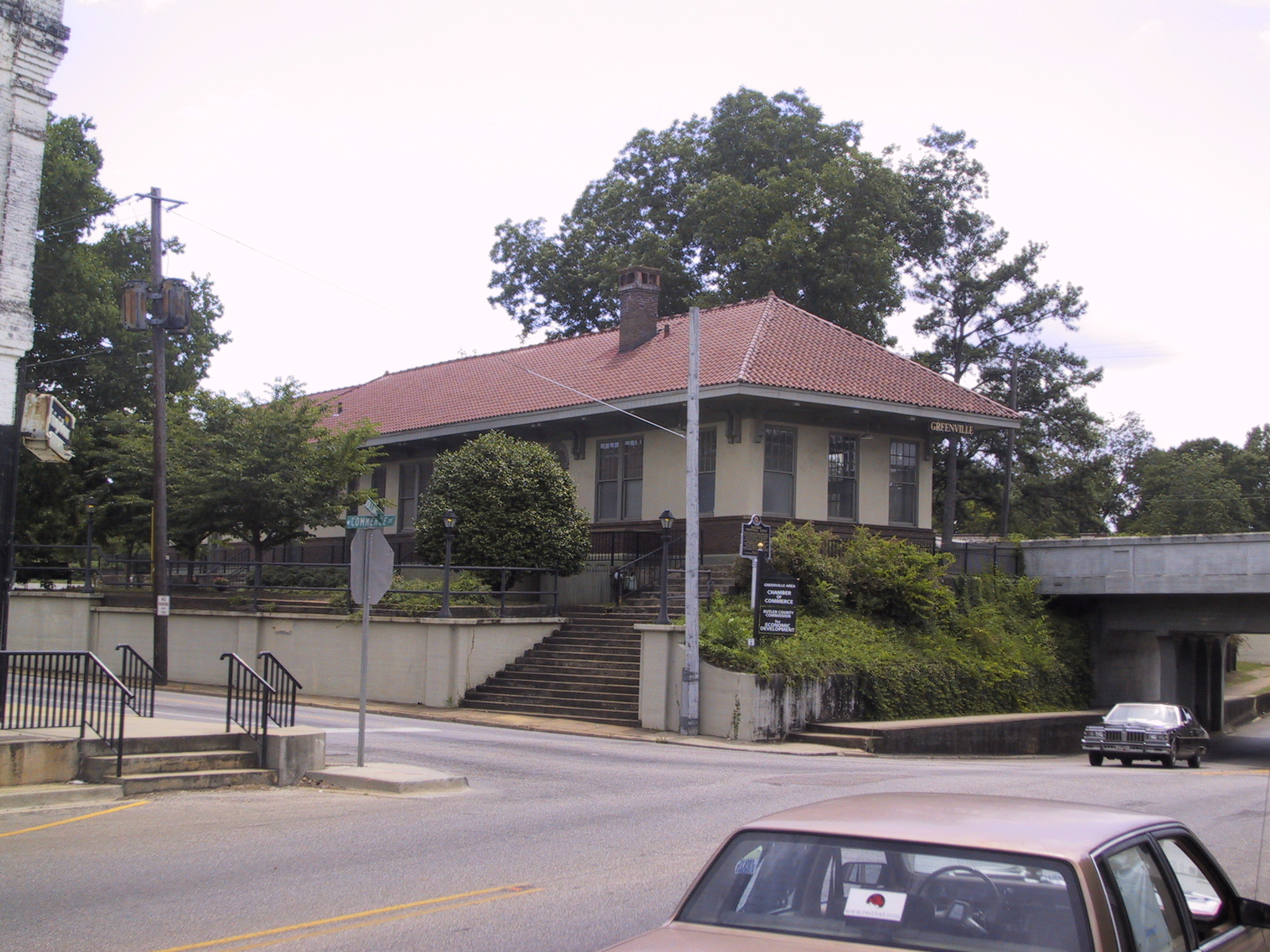
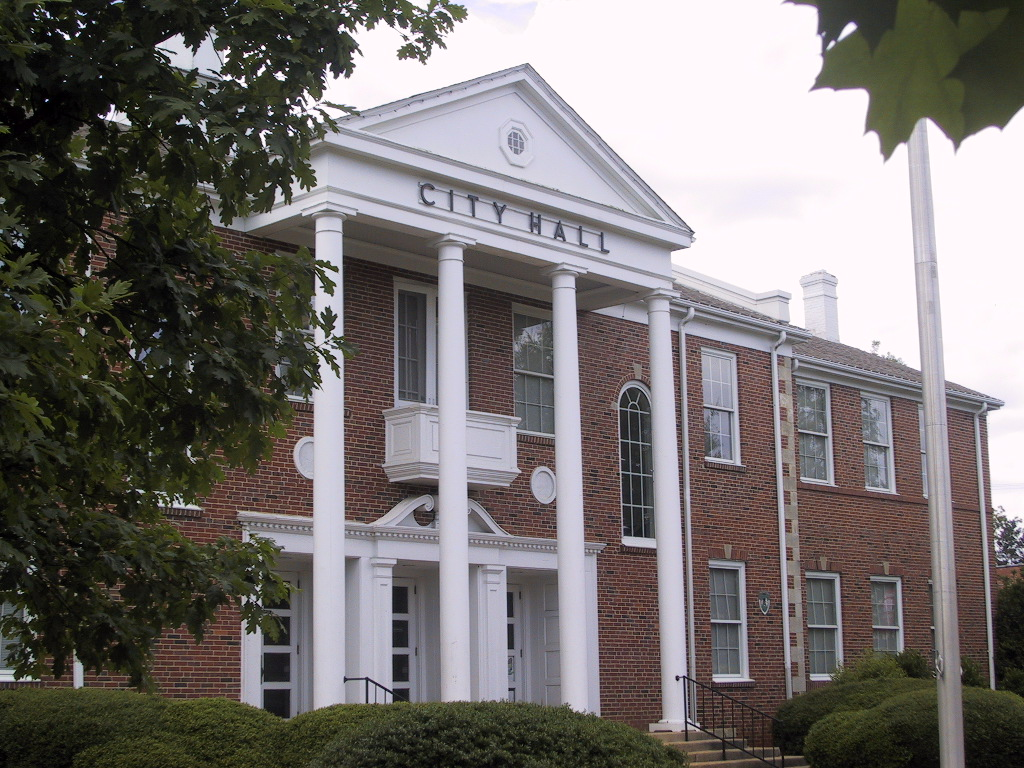
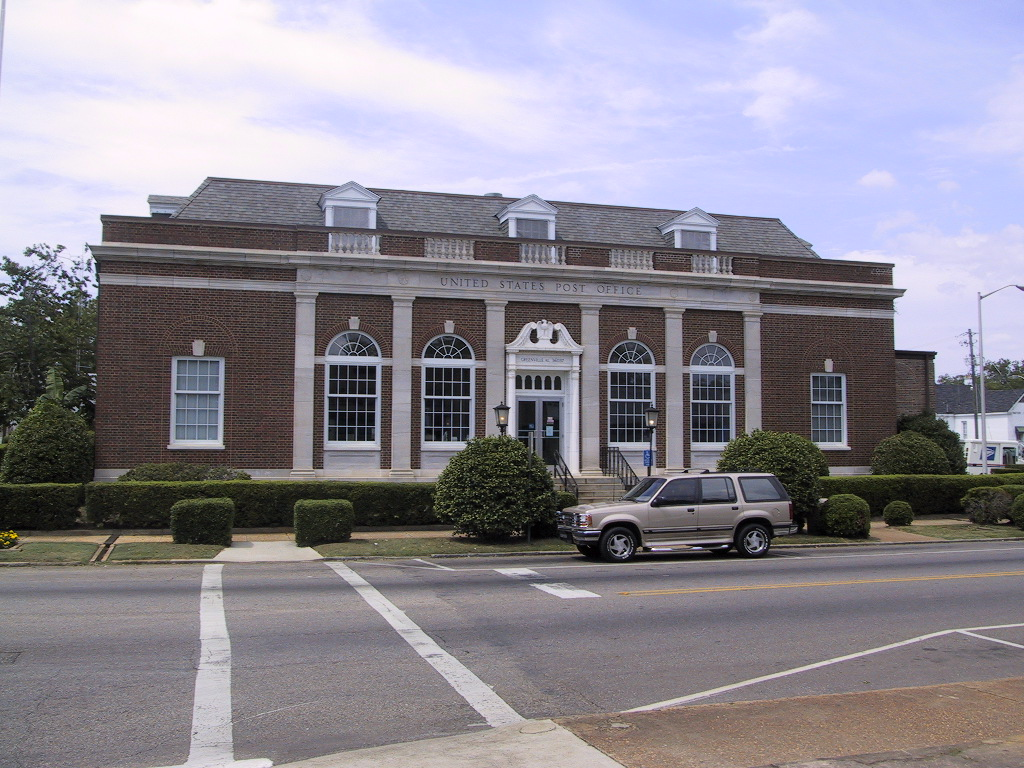
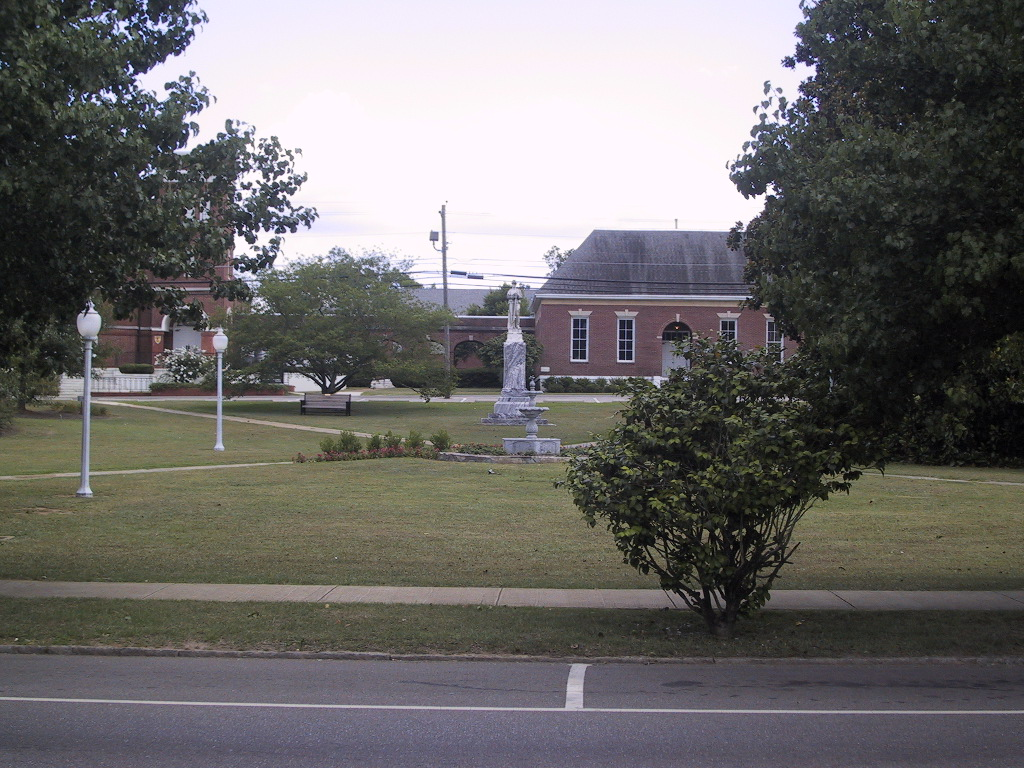

## أعلام
- إد بيل
- تومي لويس
- مارك ماثيوز
- بيل باول
- جانيس روجرز براون
- ليون كرينشاو